# Apeldoornsche Voetbalbond
De Apeldoornsche Voetbalbond (AVB of Apeld. VB) is een voormalige voetbalbond in Nederland opgericht op 19 januari 1902 en in 1922 opgegaan in de Geldersche Voetbalbond.

## Geschiedenis
Door het groeiende aantal voetbalclubs in Nederland eind 19e en begin 20e eeuw wordt de Apeldoornsche voetbalbond opgericht naast de al bestaande Geldersche Voetbalbond. De oprichting vindt plaats op 19 januari 1902 door afgevaardigden van Robur et Velocitas, Unitas en S.S.S., alle uit de plaats Apeldoorn. Begin februari van datzelfde jaar wordt de bond erkend door de NVB.
De bond is vooral bedoeld voor clubs uit de regio Apeldoorn en Deventer. Echter sluiten al snel ook een aantal clubs uit de Veluwe hierbij aan. De clubs uit de regio's Ede, Wageningen en Veenendaal blijven in eerste instantie aangesloten bij de Geldersche bond, en na de oprichting van de Arnhemsche Voetbalbond sluiten deze clubs zich daarbij aan.
Pas in november of december 1913 wordt de Apeldoornsche Voetbalbond erkend door de Geldersche Voetbalbond.
In 1922 is er sprake van het fuseren van de vier voetbalbonden in Gelderland. Echter clubs uit de Arnhemsche Voetbalbond verzetten zich hiertegen. Begin april 1922 gaan de Apeldoornsche en Nijmeegsche Voetbalbond op in de Geldersche Voetbalbond, waarbij de lopende competities nog wel werden afgemaakt bij de bonden. Een jaar later scheidt de Nijmeegsche Voetbalbond zich weer af van de Geldersche Voetbalbond.

## Afkorting
De Apeldoornsche Voetbalbond werd afgekort als AVB. Echter in Nederland waren ook de Arnhemsche en de Amsterdamsche Voetbalbond die deze afkorting gebruikten. Naast AVB was Apeld. VB een veelgebruikte afkorting voor de bond.

## Aangesloten clubs

### Legenda
(1) achter de clubnaam - Zijn meerdere clubs met dezelfde naam geweest, echter zijn verschillende clubs.
   bij Lid tot - Club is uitgeschreven of opgeheven voor 1922, datum hiervan is echter onbekend.
| Club                 | Plaats     | Lid sinds      | Lid tot        | Bijzonderheden |
| -------------------- | ---------- | -------------- | -------------- | --- |
| UVV Albatross        | Ugchelen   | 1918           | 1921           | Heette tot december 1918 uvv H.O.V. (Hoop Op Vooruitgang), en heette tot februari 1921 uvv Ugchelen. Was vanaf 1921 aangesloten bij de Geldersche Voetbalbond |
| Alexandria           | Apeldoorn  | september 1920 | september 1922 | Was vanaf 1922 aangesloten bij de Geldersche Voetbalbond |
| ASV Apeldoornse Boys | Apeldoorn  | 1918           | september 1922 | Heette tot januari 1921 vv Hercules. Was vanaf 1922 aangesloten bij de Geldersche Voetbalbond                                                                 |
| VV Apoldro (3)       | Apeldoorn  | september 1920 | september 1922 | Was vanaf 1922 aangesloten bij de Geldersche Voetbalbond |
| Be Quick             | Deventer   | 1903           | augustus 1904  | Was vanaf 1904 aangesloten bij de Zutphensche Voetbalbond |
| VV Beekbergen        | Beekbergen | september 1920 | september 1922 | Heette tot januari 1921 BVC, Was vanaf 1922 aangesloten bij de Geldersche Voetbalbond                                                                         |
| AVV Columbia         | Apeldoorn  | november 1920  | september 1922 | Was vanaf 1922 aangesloten bij de Geldersche Voetbalbond |
| DVC                  | Deventer   | 1903           |                | Vraag |
| Robur et Velocitas   | Apeldoorn  | januari 1902   | september 1922 | Tot 1902 en vanaf 1922 (2e elftal vanaf 1907) aangesloten bij de Geldersche Voetbalbond                                                                       |
| SSS                  | Apeldoorn  | januari 1902   |                | Was vanaf 1904 ook aangesloten bij de Zutphensche Voetbalbond                                                                                                 |
| Unitas               | Apeldoorn  | januari 1902   |                | Vraag |
| Vogido               | Deventer   | januari 1902   |                | Vraag |
| WSV                  | Apeldoorn  | 1919           | september 1922 | Was vanaf 1922 aangesloten bij de Geldersche Voetbalbond |